# 사회주의자동맹 (핀란드)
사회주의자동맹(핀란드어: Sosialistiliitto 소시알리스틸릿토[*])은 핀란드의 트로츠키주의 단체다. 국제사회주의경향(IST)에 가맹하고 있다.
1995년 처음 만들어졌을 때 이름은 공산주의청년단(핀란드어: Kommunistinuoret)이었고 재건 핀란드 공산당과 밀접한 관계였다. 그러나 1998년 이름을 사회주의자동맹으로 바꾸면서 공산당 지지자들이 탈퇴했다. 이탈한 공산당 지지자들은 2000년 핀란드 공산주의청년동맹을 설립했다.